# 大里 (埼玉県)
大里（おおさと）は、埼玉県北部地方の一部、熊谷市・深谷市・大里郡寄居町を指す地域名。

## 概要
埼玉県土の約10%を成している。耕地面積は約17%になり、県下最大の農業地帯となっている。
地域北端を利根川が、中央部を荒川が、それぞれ西から東へと流れている。
西部は、洪積台地であり、畑地が広がる。
南部は、洪積土壌と荒川沿いに沖積地が形成されている。
北東部は、平坦で沖積土壌となっており、田畑が広がる。
2010年4月現在の人口は、389,912人。
地域の自治体2市1町で、大里広域市町村圏組合を構成（管理者：熊谷市長、副管理者：深谷市長・寄居町長）しており、一部事務の共同処理を行っている。
1878年に郡区町村編制法によって設立された埼玉県大里郡の区域及び後に大里郡に編入された幡羅郡・榛沢郡・男衾郡の区域を中心に構成される。
さらにそれに加え、旧熊谷町、後の熊谷市が合併編入した旧北埼玉郡に属していた村だった地域（成田村・中条村・太井村の一部・星宮村の一部）を含めて「大里地域」と呼ばれる。
平成の大合併によって全国的に市町村合併へ意欲的に動いていた時、旧熊谷市・妻沼町・大里町・江南町の1市3町、旧深谷市・岡部町・川本町・花園町の1市3町で合併、寄居町が現状維持を選択し、2市1町に再編されたが、この合併には紆余曲折があった。当初「大里はひとつ」を合言葉に当時の大里地域2市7町全体での合併を模索していたが破綻。その後、江南町が住民投票の結果により、旧熊谷市などとの合併協議から離脱したものの、財政難から新熊谷市（1市2町で一旦新設合併）に編入合併する形で遅れて合流した。また、花園町・寄居町が2町での合併を模索して、旧深谷市などとの合併協議から離脱した後に、花園町のみが町長・町議会の対立と住民投票を経て、合併協議に合流（こちらは新設合併に間に合った）した（現在、深谷市消防本部が、寄居町の消防を受託している）。

## 歴史
「大里」「大里郡」は、武蔵国大里郡として長い歴史を持っている。ここでは、近代、特に大里地域の区域が変更される事柄を中心に、主要な大里地域の歴史を抜粋する。
- 1878年（明治11年）7月22日 - 郡区町村編制法制定に伴い、「埼玉県大里郡」が設立される。
- 1896年（明治29年）3月29日 - 幡羅郡・榛沢郡・男衾郡と合併。
- 1927年（昭和2年）4月1日 - 熊谷町が北埼玉郡成田村を編入。
- 1941年（昭和16年）4月10日 - 熊谷市が、久下村他2村を編入する際に、久下村の一部が北足立郡吹上町（現鴻巣市）に編入される。
- 1943年（昭和18年）9月8日 - 寄居町が秩父郡白鳥村の一部を編入する。
- 1954年（昭和29年）4月1日 - 北埼玉郡中条村が熊谷市に編入する。
- 1955年（昭和30年）9月30日 - 行田市の一部（北埼玉郡旧太井村の一部）が熊谷市に編入する。
- 1955年（昭和30年）10月11日 - 北埼玉郡星宮村の一部が熊谷市に編入する。
- 1956年（昭和31年）1月1日 - 寄居町の一部が比企郡小川町に編入される。
- 1972年（昭和47年）4月2日 - 「大里広域市町村圏組合」が設立される。
- 2010年（平成22年）3月1日 - 群馬県太田市の一部と深谷市の一部を交換編入。
- 2032年（令和14年）3月（見込） - 「大里広域市町村圏組合」解散[2]。

## 大里地域としての主な施設
- 埼玉県大里農林振興センター
- 六堰頭首工
  - 大里用水
- 熊谷県土整備事務所（埼玉県県土整備部の大里地域のみを管轄している事務所）

## 交通
2市1町を1本で結ぶ道路・路線はいくつかあるが、いずれも位置関係上、深谷中心市街地からは離れてしまっており（旧川本・旧花園の中心市街地を通る）、各中心市街地を結ぶ場合は全て2市間・1市1町間となる。

### 鉄道
JRのみ2市1町の中心市街地を網羅するが、前述の理由により、2路線の組み合わせとなる。
- JR上越新幹線 熊谷駅（熊谷。深谷も通過）
- JR高崎線 熊谷駅・籠原駅（ここまで熊谷）・深谷駅・岡部駅（ここまで深谷）
- JR八高線 折原駅・寄居駅・用土駅（寄居）
- 秩父鉄道秩父本線 ソシオ流通センター駅・熊谷駅・上熊谷駅・石原駅・ひろせ野鳥の森駅・大麻生駅（ここまで熊谷）・明戸駅・武川駅・永田駅・ふかや花園駅・小前田駅（ここまで深谷）・桜沢駅・寄居駅・波久礼駅（ここまで寄居）
- 東武鉄道東上本線 寄居駅・玉淀駅・鉢形駅・男衾駅・みなみ寄居駅（寄居）

### 高速道路
- 関越自動車道 花園インターチェンジ・寄居パーキングエリア／スマートインターチェンジ（深谷、寄居）

### 国道
- 国道17号 熊谷バイパス・深谷バイパス・上武道路（熊谷、深谷）
- 国道125号 行田バイパス（熊谷）
- 国道140号 国道140号バイパス・皆野寄居バイパス（熊谷、深谷、寄居）
- 国道254号（深谷、寄居）
- 国道407号 妻沼バイパス（熊谷）

地域高規格道路計画
- 熊谷渋川連絡道路（国道17号） （熊谷、深谷）
- 西関東連絡道路（国道140号）（深谷、寄居）

### 有料道路
- 寄居皆野有料道路（皆野寄居バイパス）

### 主要地方道
- 県道11号熊谷小川秩父線（熊谷）
- 県道14号伊勢崎深谷線（深谷）
- 県道30号飯能寄居線（寄居）
- 県道45号本庄妻沼線（熊谷、深谷）
- 県道47号深谷東松山線（深谷、熊谷）
- 県道59号羽生妻沼線（熊谷）
- 県道62号深谷寄居線（深谷、寄居）
- 県道66号行田東松山線（熊谷）
- 県道69号深谷嵐山線（深谷、寄居）
- 県道75号熊谷児玉線（熊谷、深谷）
- 県道81号熊谷寄居線（熊谷、深谷、寄居）
- 県道82号長瀞玉淀自然公園線（寄居）
- 県道83号熊谷館林線（熊谷）
- 県道86号花園本庄線（深谷）
- 県道91号熊谷停車場線（熊谷）

### 広域農道
- 大里比企広域農道（熊谷）
- 北武蔵広域農道（深谷、寄居）

### 路線バス
2市1町内のいずれかで定期乗合バスを運行する事業者単位で記載。2市1町全てを網羅する路線バス事業者は2024年現在存在しない。
- 国際十王交通〈路線バス、高速バス、熊谷市コミュニティバス受託〉（熊谷。かつては深谷・寄居への乗り入れ路線もあった）
- 朝日自動車〈路線バス、行田市コミュニティバス受託〉（熊谷）
- 武蔵観光〈県北都市間路線代替バス受託〉（深谷・寄居）
- 花園観光バス〈路線バス、深谷市コミュニティバス受託〉（深谷・熊谷）
- 深谷観光バス〈路線バス〉（深谷・熊谷）
- 協同バス〈熊谷市コミュニティバス受託〉（熊谷）
- イーグルバス〈路線バス〉（寄居）
- 矢島タクシー〈路線バス〉（熊谷）
- 東京空港交通〈高速バス〉（熊谷）
- 秩父鉄道観光バス〈高速バス〉（熊谷。経路上は深谷・寄居も通過）
- ジェイアールバス関東〈高速バス〉（深谷。経路上は寄居も通過）
- 北斗交通〈熊谷市コミュティバス受託〉（熊谷）
- 広栄交通バス〈高速バス〉（深谷）
- Dts line〈高速バス〉（深谷。経路上は寄居も通過）
- 十王自動車〈伊勢崎市コミュニティバス受託〉（深谷）